# Martin Björk
Martin Mikael Björk, född 7 november 1971 i Bålsta, Håbo kommun, Uppsala län, är en svensk programledare i TV och radio.

## Biografi
Björk gick skidgymnasiet i Sollefteå och har bland annat varit programledare för TV-programmen Fråga Olle, Temptation Island och Peking Express på Kanal 5. Han var från januari 2011 till december 2013 programledare för radio- och tv-programmet VAKNA! med The Voice på Kanal 5. Därefter har han framför allt verkat som radiopratare och programledare på NRJ, bland annat Vakna med NRJ.
Björk har även medverkat i teaterproduktioner och tv-reklam och gör företagsgig som konferencier. Han har ett eget klädmärke som heter M.B. Den 26 januari 2015 släppte Martin Björk en singelskiva med titeln Ricochet.

## TV-produktioner
- 2018 Are You the One? Sverige
- 1999-2009 Fråga Olle (139 avsnitt)
- 2007 Peking Express Scandinavia
- 2005 Nordic Music Awards 2005
- 2005 Biggest Loser Sverige
- 2004 Drømmekvinden
- 2003 Ungkaren
- 2002 Temptation Island
- 2000 Fångarna på fortet
- 1999 Anna Holt - polis

## Teaterroller
| År   | Roll                | Produktion                              | Regi            | Teater                               |
| ---- | ------------------- | --------------------------------------- | --------------- | ------------------------------------ |
| 2008 | Claes, taxichaufför | Pengarna eller livet Ray Cooney         | Robert Dröse    | Hotell Södra Berget, Sundsvall Turné |
| 2009 | Tomas               | Bruden som visste för lite Robin Hawdon | Pontus Ströbaek | Fjäderholmsteatern                   |